# Popa-Langur
Der Popa-Langur (Trachypithecus popa) ist eine Langurenart, die in Myanmar endemisch vorkommt und erst im November 2020 als eigenständige Art beschrieben wurde. Zuvor waren diese Langurenpopulationen dem Phayre-Brillenlangur (T. phayrei) zugeordnet worden.

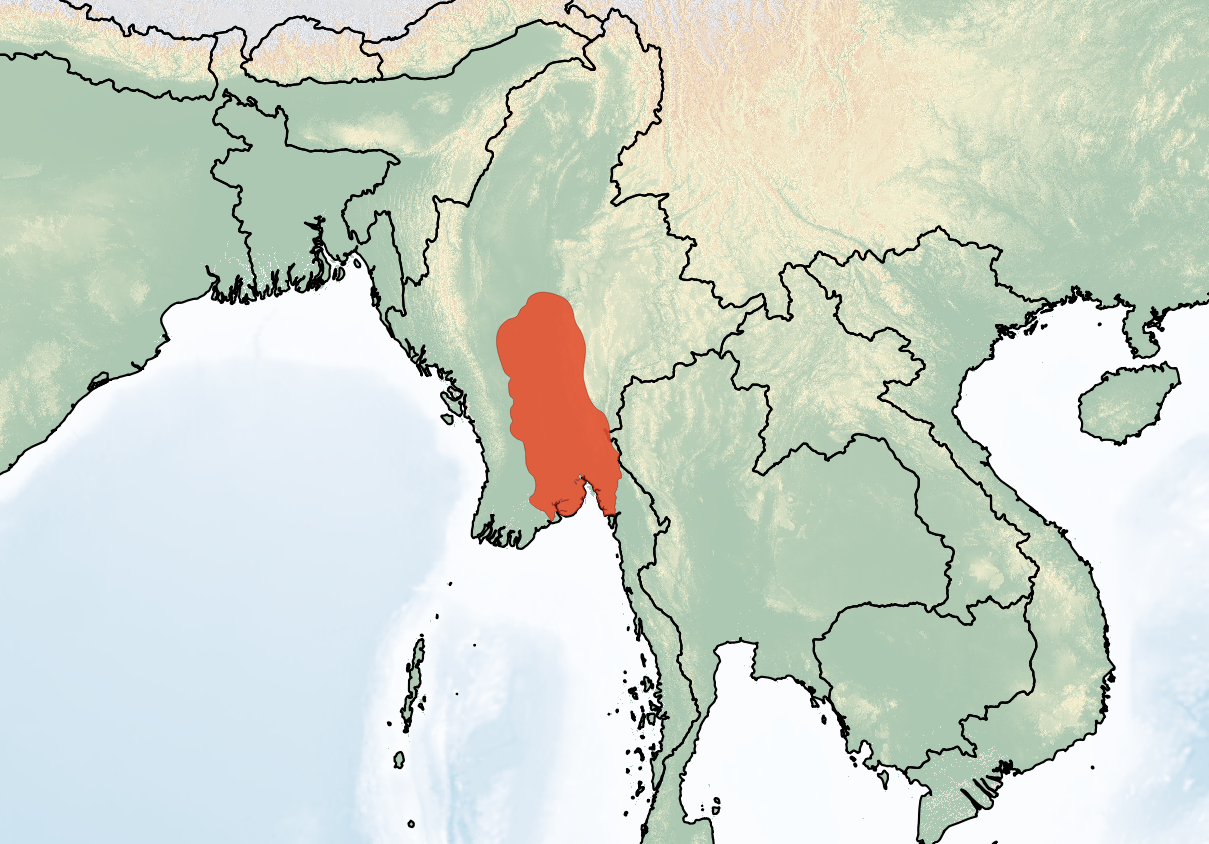
Das Verbreitungsgebiet des Popa-Languen in Myanmar

## Merkmale
Männchen erreichen eine Kopfrumpflänge von 50 bis 60 cm, haben einen 77,5 bis 89 cm langen Schwanz und wiegen 7,7 bis 8,2 kg. Ihre Hinterfußlänge liegt bei 14,4 bis 17,8 cm und die Ohren sind 3 bis 3,4 cm groß. Die Kopfrumpflänge der bisher vermessenen Weibchen reicht von 54 bis 59 cm, der Schwanz ist 72 bis 78 cm lang, die Hinterfußlänge beträgt 15,2 bis 16 cm und ihre Ohren sind 2 bis 3,2 cm groß. Das einzige bisher gewogene Weibchen hatte ein Gewicht von 7 kg.
Der Popa-Langur hat einen dunkelbraun oder graubraun gefärbten Rücken und eine scharf gegenüber dem Rückenfell abgegrenzte weiße oder graue Bauchseite. Weiß oder grau sind auch das Kinn und die inneren Seiten von Armen und Beinen. Hände und Füße sind schwarz. Von einer Stelle oberhalb der Ellbogen an wird die Oberseite der Unterarme bis zu den Händen immer dunkler. Der Schwanz ist heller als der Rücken, vor allem an der Basis und auf der Unterseite. Mit Ausnahme der vollständig ausgebildeten weißen Augenringe und des weißen Bereichs rund um das Maul ist das Gesicht schwarz. Die Haare auf dem Kopf stehen mehr oder weniger senkrecht, bilden aber keinen Wirbel. Die hochstehenden Kopfhaare und die seitlich abstehenden Backenhaare bewirken eine rhombusförmige Kopfform. Der Popa-Langur ähnelt dem Phayre-Brillenlangur mehr als dem Shan-Staaten-Brillenlanguren aus dem Osten von Myanmar. Alle drei Arten haben eine ähnliche variable Färbung, der Shan-Staaten-Brillenlangur ist aber mehr bräunlich, der Popa-Langur und der Phayre-Brillenlangur sind eher braungrau. Der Schädel des Popa-Languren ist etwas länger als der der beiden anderen Arten und die Zähne, besonders der dritte Backenzahn sind größer als bei diesen Arten. Mit Ausnahme der T.-pileatus-Gruppe ist das Fell von Jungtieren der Haubenlanguren in der Regel gelblich, orange oder hellbraun. Jungtiere des Popa-Languren haben dagegen ein cremeweißes Fell.

## Lebensraum
Der Popa-Langur kommt im relativ trockenen Zentralmyanmar zwischen den Flüssen Irrawaddy und Saluen vor. Wie weit das Verbreitungsgebiet nach Norden reicht, ist bisher unbekannt. Terra typica ist der Mount Popa, ein inaktiver Vulkan in der Myingyan-Ebene in Zentralmyanmar, nach dem die Affenart auch benannt ist.

## Gefährdung
Der Popa-Langur war früher in Zentralmyanmar weit verbreitet. Heute kommt die Art noch an fünf verschiedenen Orten im ehemaligen Verbreitungsgebiet vor und die restliche Population wird auf 199 bis 259 Tiere geschätzt, darunter 135 bis 176 ausgewachsene Exemplare. Damit gilt sie als vom Aussterben bedroht. Das Gebiet um den Mount Popa wurde 1989 zum Nationalpark erklärt (Popa Mountain Park). Der gesamte Park hat eine Fläche von 128,54 km², davon gelten aber nur 26,97 km² als gut geeigneter Lebensraum für die Langurenart. Am Myogyi-Kloster existiert eine Langurenpopulation von etwa 75 bis 100 Exemplaren, bei denen es sich möglicherweise um Hybriden zwischen dem Popa-Languren und dem Shan-Staaten-Brillenlanguren handelt.

## Belege
1. 1 2 3 4 5  Christian Roos, Kristofer M. Helgen, Roberto Portela Miguez, Naw May Lay Thant, Ngwe Lwin, Aung Ko Lin, Aung Lin, Khin Mar Yi, Paing Soe, Zin Mar Hein, Margaret Nyein Nyein Myint, Tanvir Ahmed, Dilip Chetry, Melina Urh, E. Grace Veatch, Neil Duncan, Pepijn Kamminga, Marcus A. H. Chua, Lu Yao, Christian Matauschek, Dirk Meyer, Zhi-Jin Liu, Ming Li, Tilo Nadler, Peng-Fei Fan, Le Khac Quyet, Michael Hofreiter, Dietmar Zinner, Frank Momberg: Mitogenomic phylogeny of the Asian colobine genus Trachypithecus with special focus on Trachypithecus phayrei (Blyth, 1847) and description of a new species. Zoological Research, 2020, 41(6): 656–669. doi: 10.24272/j.issn.2095-8137.2020.254
2. ↑  Matauschek, C., Meyer, D., Lwin, N., Ko Lin, A., Lin, A., Momberg, F. & Roos, C. 2022. Trachypithecus popa. The IUCN Red List of Threatened Species 2022: e.T196344474A196344962. doi: 10.2305/IUCN.UK.2022-1.RLTS.T196344474A196344962.en. Abgerufen am 12. Januar 2023.